# Das schwierigste Rätsel der Welt
Als schwierigstes Rätsel der Welt (wörtlich: aller Zeiten, englisch hardest logical puzzle ever) bezeichnete der US-amerikanische Philosoph und Logiker George Boolos ein auf den Mathematiker Raymond Smullyan zurückgehendes Denkspiel. Es stellt eine Herausforderung der formalen Logik dar und hat durch seine Konstruktion weltweite Aufmerksamkeit erlangt.
Das Rätsel handelt von drei Göttern, von denen einer stets die Wahrheit sagt, einer immer lügt und ein weiterer zufällig antwortet, wobei sie ihre eigene Sprache benutzen. Aufgabe ist, die drei Götter mithilfe von nur drei Entscheidungsfragen (Ja/Nein) zu identifizieren.
Ironischerweise lässt sich das Rätsel trotz seines Namens noch weiter erschweren, weil es Lösungsmöglichkeiten mit nur zwei Fragen gibt – sogar dann, wenn die Schwierigkeit mit der unbekannten Sprache der Götter auf die Spitze getrieben wird.

## Inhalt des Rätsels
Die englische Fassung bei Boolos wird hier möglichst wortgetreu übersetzt. Das von Boolos verwendete Begriffspaar DA/JA wurde, nach dem Vorbild von Smullyan, durch DA/BAL ersetzt, um nachfolgend in den deutschen Erläuterungen Missverständnisse zu vermeiden („da“ ist das russische Wort für „ja“; „bal“ das arabische für „ja“ und das balinesische für „nein“).

### Originalrätsel in der Fassung von George Boolos
```
Hinter drei Personen A, B und C verbergen sich die Götter der Wahrheit, der Lüge und des Zufalls. Der Gott der Wahrheit spricht immer wahr, der Gott der Lüge spricht immer falsch, ob jedoch der Gott des Zufalls wahr oder falsch spricht, ist eine komplett zufällige Angelegenheit. Deine Aufgabe ist es, die Identitäten von A, B und C aufzudecken, indem du lediglich drei Ja/Nein-Fragen stellst; jede Frage muss genau einem Gott gestellt werden. Die Götter verstehen deine Sprache, werden aber auf alle Fragen in ihrer eigenen Göttersprache antworten, in der DA und BAL die Wörter für JA und NEIN sind, in unbekannter Reihenfolge. Du weißt also nicht, welches der beiden Worte was bedeutet.
```

Zusätzliche Hinweise von Boolos:
```
1. 
Du kannst einem einzelnen Gott mehr als eine Frage stellen.

 

2. 
Die Fragen dürfen von den Antworten auf frühere Fragen abhängen.

 

3. 
Die Art, wie der Zufallsgott die Wahrheit sagt oder lügt, kann man mit einem Münzwurf in seinem Kopf veranschaulichen: fällt „Kopf“, spricht er wahr, andernfalls falsch.

 

4. 
Der Zufallsgott antwortet auf jede Ja/Nein-Frage mit DA oder BAL.
```

### Erschwerte Fassung
Eine verschärfte Version, bei der kein Wort der Göttersprache bekannt ist, wurde von Nikolay Novozhilov vorgeschlagen. Sie lässt sich folgendermaßen formulieren:
```
Hinter drei maskierten Personen A, B und C verbergen sich die Götter der Wahrheit, der Lüge und des Zwiespalts. Jeder Gott kennt die Identität der beiden anderen. Deine Aufgabe ist es, durch zwei Entscheidungsfragen (Ja/Nein-Fragen) an jeweils einen Gott - das kann auch zweimal derselbe sein - die Identitäten der drei herauszufinden. Frage so, dass der Erfolg nicht von Annahmen abhängig ist, die sich aus dem Rätseltext nicht zwingend ergeben.

 
 

Die Götter verstehen jede Sprache, aber sie antworten ausschließlich in ihrer gemeinsamen Göttersprache und nur mit ihren Ausdrücken für „ja“ oder „nein“. Antworten des Gottes der Wahrheit sind immer wahr, solche des Lügengottes sind immer falsch; der Gott des Zwiespalts wählt seine Antworten nach für Menschen unvorhersehbaren, nur den Göttern bekannten Grundsätzen.

 
 

Als du den Tempel betrittst, hörst Du die Götter sich unterhalten – ihre Sprache klingt in keiner Weise vertraut, und sie verwenden keine Gesten.
```

## Hilfsrätsel
Boolos führt in seinem Aufsatz von 1996 einfachere Rätsel auf, die nützliche Bausteine für die Gesamtlösung liefern.

### Hilfsrätsel zur Originalfassung
Löse zunächst nacheinander folgende Rätsel:
1. Auf einem Tisch liegen (verdeckt) zwei Asse und ein Bube. Du sollst ein As finden. Dazu musst du auf eine der Karten zeigen und dabei eine beliebige Ja/Nein-Frage stellen. Wenn die Karte, auf die du zeigst (und die nicht umgedreht wird) ein As ist, dann erhältst du eine wahrheitsgemäße Antwort; andernfalls eine zufällige.

1. Der Zufallsgott ist abwesend. Durch eine einzige Entscheidungsfrage an einen der verbliebenen Götter sollst du herausfinden, ob Duschanbe in Kirgisien liegt. Die Götter antworten auf Deutsch.
2. Durch eine einzige Entscheidungsfrage an den Gott der Wahrheit sollst du herausfinden, ob Duschanbe in Kirgisien liegt. Er antwortet in Göttersprache.
3. Wie Nr. 2, nur antworten die Götter in Göttersprache mit DA/BAL.

### Hilfsrätsel zur erschwerten Fassung
Führe nacheinander aus:
- Löse zunächst nacheinander dieselben vier Hilfsrätsel wie oben zur Originalfassung des Rätsels, mit der Maßgabe, dass DA/BAL in der Göttersprache ja/nein oder nein/ja bedeutet (also unklar ist, welches Wort für was steht).
- Löse sodann die erschwerte Fassung in drei Fragen mit der Maßgabe, dass  DA/BAL in der Göttersprache ja/nein bedeutet
- Finde als Nächstes eine (beliebige) Entscheidungsfrage, auf die der Gott der Wahrheit mit Sicherheit anders reagiert als der Gott des Zwiespalts. Bedenke dabei: mit zwei Antworten und jeweils zwei Antwortmöglichkeiten sind höchstens 4 Kombinationen abdeckbar, es gibt aber 6 mögliche Permutationen der drei Götter. Wie kann das Rätsel da lösbar sein?
- Löse nun die erschwerte Fassung in zwei Fragen mit der Maßgabe, das von der Göttersprache nur das Wort BAL bekannt ist (was ja oder nein bedeutet).

## Entstehung und konzeptioneller Hintergrund
George Boolos, Mathematiker und Logiker am MIT, publizierte das Rätsel 1996 in der Harvard Review of Philosophy unter dem Titel The Hardest Logic Puzzle Ever. Darin schreibt er, eine Übersetzung seines Artikels sei bereits am 16. April 1992 unter dem Titel L’indovinello più difficile del mondo in der italienischen Tageszeitung La Repubblica veröffentlicht worden.
Als Urheber des Rätsels würdigt Boolos seinen Landsmann Raymond Merrill Smullyan: „Some years ago, the logician and puzzle-master Raymond Smullyan devised a logical puzzle that has no challengers I know of for the title of Hardest Logical Puzzle Ever“. Es ist unbekannt, ob und wo Smullyan seinerseits das Rätsel veröffentlicht hatte. Die Schwierigkeit, nicht zu wissen, welche Worte der Götter für „Ja“ und „Nein“ stehen, war dabei wohl noch nicht enthalten, da Boolos sie auf den damals in Stanford lehrenden Informatiker und Logiker John McCarthy zurückzuführt. Wahrscheinlich hat dieser aber dabei seinerseits einen Gedanken Smullyans aufgegriffen – darauf deutet insb. die Wahl des Wortes DA für einen der beiden Götterausdrücke hin.
1978 hatte Smullyan in seinem Buch „What Is the Name of This Book?“ zahlreiche verwandte Rätselvarianten entwickelt. Darin findet man bereits alle Elemente des „schwierigsten Rätsels der Welt“: neben den Grundcharakteren, z. B. wahrheitsliebenden Rittern und verlogenen Knappen, insb. „Zwischencharaktere“, deren Antworten unvorhersehbar sind, und Antworten in einer fremden Sprache mit den Ausdrücken DA/BAL für ja/nein (Zitat) „one of which means yes and the other no“.
Das Gedankenexperiment fiktiver Charaktere, die stets lügen, findet sich bereits in der antiken Philosophie. Ein Rätsel in Kombination mit Charakteren, die im Gegensatz dazu stets die Wahrheit sagen, publizierte im Jahr 1931 Nelson Goodman anonym in der Boston Post. Popkulturell bekannt geworden ist eine Spielart, die sich bereits 1975 in der Doctor Who – Folge Pyramids of Mars findet, die elf Jahre später den Weg auch ins Hollywoodkino und seither noch mehrfach in Fernsehserien fand: dabei sind zwei Personen vorhanden, von denen eine immer lügt und die andere immer die Wahrheit sagt (im Film Labyrinth von 1986 z. B. zwei Wächter), und es gilt, durch eine einzige Frage an eine der beiden eine wichtige Information zu erlangen (im Beispiel, welcher Weg zum Ziel und welcher ins Verderben führt).

## Grundmechanismen der Lösung

### Gott für die zweite Frage bestimmen
Alle bekannten Strategien übernehmen Boolos' Ansatz, mit der ersten Frage (an einen beliebigen Gott) einen anderen Gott zu identifizieren, der mit Sicherheit nicht Gott des Zufalls ist und dem man die nächste Frage stellen kann – samt der Erkenntnis, dass es dabei unschädlich ist, wenn man die erste Frage dem Gott des Zufalls stellt (dazu ausführlicher z. B. bei der ersten Frage von Roberts' Lösung). Dieser Ansatz ist das Ziel von Boolos' erstem Hilfsrätsel.

### Logische Verknüpfungen
Weiterhin beruhen alle Strategien auf der logischen Verknüpfung von Behauptungen.

#### XOR / NXOR – Verknüpfung
Die XOR / NXOR – Verknüpfung ist für Logikrätsel dieser Art von besonderer Bedeutung, weil sich durch sie Wahrheit und Lüge wechselseitig neutralisierten lassen (worauf Boolos' zweites Hilfsrätsel hinführt), genauso wie auch die unbekannten Bedeutungen der Worte für Ja und Nein (darum geht es bei Boolos' drittem Hilfsrätsel). Einen eleganten und intuitiven Weg, diese Verknüpfung semantisch abzubilden, fand Roberts mit seiner Technik selbstreferenzieller Fragen.
Als XOR-Verknüpfung wird im Folgenden die Frage bezeichnet, ob die kontravalente Verbindung von zwei Behauptungen (im Folgenden "Thesen" genannt) T1 und T2 mithilfe des exklusiven Oder (XOR), bekannt aus der Logik und Informatik, zu einer wahren Aussage führt.
- formal: T1 XOR T2 ?

Semantisch entspricht das der Frage, ob von den Thesen T1 und T2 genau eine zutreffend ist (d. h. ob sie unterschiedliche Wahrheitswerte haben).
Die funktional gleichwertig einsetzbare Umkehrung ist die äquivalente Verbindung (NXOR):
- formal: T1 NXOR T2 ?

Dies entspricht semantisch der Frage, ob T1 und T2 entweder beide richtig oder beide falsch sind (d. h. ob sie identische Wahrheitswerte haben).
Beispiele für die Anwendung finden sich unten, insb. bei der Darstellung von Boolos' Lösungsansätzen.

#### Weitere Verknüpfungen
Die von Rabern/Rabern vorgestellten Lösungen verwenden zusätzlich die konjunktive AND-Verknüpfung (T1 AND T2? fragt, ob beide Thesen zutreffen) sowie die disjunktive OR-Verknüpfung (T2 OR T2? fragt, ob mindestens eine der Thesen zutrifft).

## Fragetechnik und Lösung nach Roberts
Im Jahr 2001 stellte T. S. Roberts eine Lösungstechnik vor, die später auch Rabern/Rabern zum Einsatz brachten. Mit ihr werden die Lösungsfragen nicht nur besser in Alltagssprache formulierbar, sondern auch leichter herleitbar als beim Ansatz von Boolos, wenngleich sich dahinter am Ende die gleichen logischen Grundmuster verbergen.

### Roberts’ Grundtrick
Roberts’ Ansatz basiert auf kontrafaktischen Fragen, wie sie z. B. die Protagonistin im oben genannten Film „Labyrinth“ einsetzt („Was würde der andere Wächter sagen, wenn ich ihn fragen würde...?“). Er stellt diese aber selbstreferenziell („Was würdest Du sagen, wenn ich Dich fragen würde...“?). Dieser Trick bewirkt, dass sowohl der Gott der Wahrheit als auch der Gott der Lüge dieselbe Antwort geben: die Lüge des lügenden Gottes bezieht sich auf seine eigene (hypothetische) falsche Antwort und hebt sich mit ihr auf. Eine sehr elegante Anwendung der NXOR-Verknüpfung.

### Roberts’ erweiterter Trick
Zur Überwindung der Sprachbarriere dehnt Roberts die Selbstreferenz auf den Wortlaut der Antwort aus, in folgender Form: „Würdest du BAL sagen, wenn ich dich fragen würde, ob…?“. Antwortet der Gott mit dem Begriff, der in der Frage genannt wurde (im Beispiel BAL), so deutet man dies als Bestätigung, andernfalls als Verneinung.
Roberts’ erweiterter Trick liefert ein Werkzeug, mit dem sich jede (entscheidbare) Frage so einkleiden lässt, dass man von jedem Gott außer dem Zufallsgott eine verlässliche Antwort erhält und ihre Bedeutung klar ist. Rabern/Rabern bezeichnen diesen Trick als den "Satz der eingebetteten Frage" ('"embedded question lemma"). Zur Veranschaulichung zwei Fragen an einen englischsprachigen Gott – um herauszufinden, ob Rom in Italien liegt:
F1: „Würdest du YES sagen, wenn ich dich fragen würde, ob Rom in Italien liegt?“
- Der Gott der Wahrheit erklärt wahrheitsgemäß, dass er YES antworten würde. Der Gott der Lüge würde NO antworten und behauptet also das Gegenteil. Im Ergebnis erwidern beide das in der Frage genannte Wort, nämlich YES.

F2: „Würdest du NO sagen, wenn ich dich fragen würde, ob Rom in Italien liegt?“
- Der Gott der Wahrheit erklärt wahrheitsgemäß, dass er NO antworten würde. Der Gott der Lüge würde würde YES antworten und behauptet also das Gegenteil. Im Ergebnis erwidern beide das in der Frage genannte Wort, nämlich NO.

Logisch ist Roberts' erweiterter Trick gleichwertig austauschbar mit Boolos' Trick - bei Boolos hieße die Frage formalisiert
(Rom liegt in Italien) NXOR (DA = JA) NXOR (Du bist W)?

### Konkrete Anwendung
Eine konkrete Lösungsmöglichkeit nach Roberts sieht so aus:

Frage 1 an A:
Zweck: Einen Gott G ≠ Z finden (der also nicht Gott des Zufalls ist).
Wortlaut: „Wenn ich dich fragen würde, ob B der Gott des Zufalls ist, würdest du dann mit DA antworten?“
- Es wird unterstellt, dass A entweder Gott der Wahrheit oder der Lüge ist, und seine Antwort wird daher folgendermaßen interpretiert:

1. Antwort DA -> B = Z . Also ist C ≠ Z, und man setzt daher G = C
2. Antwort BAL -> B ≠ Z , und man setzt daher G = B.

- Sollte die Unterstellung falsch und somit A der Gott des Zufalls sein, ist seine Antwort (im Zweifel) zwar ohne Aussagekraft – aber dann ist sowohl B ≠ Z als auch C ≠ Z, und die vorstehende Zuordnung erreicht ebenfalls ihr Ziel (führt also zu einem Gott G, der sicher nicht Gott des Zufalls ist).

Frage 2 an G:
Zweck: die genaue Identität des in Frage 1 gefundenen Gottes G herausfinden.
Hat man Roberts' Tricks verstanden, so ist es am einfachsten, eine passende These (z. B. bist Du der Gott der Wahrheit) in die Form seines erweiterten Tricks zu kleiden:
„Wenn ich dich fragen würde, ob du der Gott der Wahrheit bist, würdest du dann mit DA antworten?“
Semantisch am elegantesten ist hier allerdings die simple Frage:
"Heißt DA soviel wie JA"?
Jeweils bedeutet
- Antwort DA:  G = W.
- Antwort BAL: G = L.

Frage 3 an G:
Zweck: klären, welcher der Götter der Gott des Zufalls ist.
Wortlaut: „Wenn ich dich fragen würde, ob A der Gott des Zufalls ist, würdest du dann mit DA antworten?“
- DA bedeutet: A = Z.
- BAL bedeutet: A ≠ Z, und da G ≠ Z bereits bekannt ist, muss der dritte Gott der des Zufalls sein.

In beiden Fällen sind zwei Identitäten festgestellt (die von Z und die von G ≠ Z), die dritte ist damit trivial.

## Lösung von Boolos
Die von Boolos im Jahr 1996 zusammen mit der Veröffentlichung des Rätsels präsentierten Lösungsfragen basieren auf NXOR-Verknüpfungen. Sie haben denselben Zweck (und die Antworten dieselbe Bedeutung) wie die Fragen von Roberts. Boolos erklärt nicht, wie er auf seine Fragen kommt, und benutzt eine schwer verständliche Fachsprache; eigentlich ist sein Ansatz aber nachvollziehbar.

### Boolos' Fragen
Boolos’ Fragen lauten:
Frage 1 (gerichtet an A, um einen Gott G ≠ Z zu finden):
„Bedeutet DA so viel wie ‚ja‘, wenn und nur wenn du der Gott der Wahrheit bist wenn und nur wenn B der Gott des Zufalls ist?“
Frage 2 (gerichtet an G):
„Heißt DA soviel wie ‚ja‘, wenn und nur wenn Rom in Italien liegt?“
Frage 3 (gerichtet an G):
„Heißt DA so viel wie ‚ja‘ genau dann, wenn A der Gott des Zufalls ist?“

### Semantische Bedeutung
Als Alltagssprache gelesen ist Boolos' Formulierung der Fragen unverständlich. Beispielhaft steht seine zweite Frage: „Heißt DA soviel wie ‚ja‘, wenn und nur wenn Rom in Italien liegt?“ In Alltagssprache wäre die Antwort NEIN (denn was immer DA bedeuten mag, es hat diese Bedeutung unabhängig von der Lage Roms).
Anders in der Fachsprache eines Logikers. Dort bedeutet „T1 wenn und nur wenn T2“ – oder gleichbedeutend „T1 genau dann, wenn T2“ – eigentlich, dass sich T1 und T2 gegenseitig bedingen (aus T1 folgt T2 und umgekehrt). Es wird aber auch – wie hier – im Sinne einer Aussage verwendet, die dann erfüllt ist, wenn die Wahrheitswerte von T1 und T2 gleich sind – d. h. wenn die Bedingung T1 NXOR T2 erfüllt ist.
Freilich eignet sich die Alltagssprache nicht besonders zur Formulierung logischer Verknüpfungsketten. Eine Formulierung der ersten Frage in Alltagssprache könnte z. B. lauten:
"Hat die These, dass B der Gott des Zufalls ist, denselben Wahrheitsgehalt wie die These, dass die Aussagen „A ist Gott der Wahrheit“ und „DA bedeutet ja" denselben Wahrheitsgehalt haben?"
Eine elegante Umformulierung ist:
„Trifft eine ungerade Anzahl der folgenden Thesen zu?“
- B ist Gott des Zufalls
- Du, A,  bist Gott der Wahrheit
- Da bedeutet ja

Dass dies gleichwertig ist, lässt sich der nachfolgenden Tabelle entnehmen (Spalte 5 ist immer dann wahr, wenn in Spalten 1 bis 3 einmal oder dreimal wahr auftaucht). Freilich erschließt sich aus dieser Formulierung nicht, wie sie eigentlich konstruiert ist und warum sie "funktioniert".

### Herleitung
Das Rätsel enthält binäre Ungewissheiten - heißt DA ja oder nein? Hat man den Wahrheits- oder den Lügengott vor sich? Diese lassen sich umgehen, indem man eine Kontrollthese (KT) betrachtet: dass nämlich die binären Ungewissheit im konkreten Fall in bestimmter Weise konkretisiert ist. Fragt man nach der Kontrollthese, so kompensiert sich der unterschiedliche Ausgang und man erhält immer dieselbe Antwort.
Die erste Kontrollthese KTW (Kontrollthese zur Eliminierung des Wahrheitsproblems) lautet:
KTW = "Du bist Gott der Wahrheit".
Auf die Frage danach ("bist du der Gott der Wahrheit?") antworten W und L gleich. Denn der Wahrheitswert von KTW ändert sich, wenn man vom Wahrheits- zum Lügengott wechselt, und der Lügner wird diese Änderung durch seine Lüge kompensieren. Beide antworten im Ergebnis mit "ja".
Die zweite Kontrollthese KTW (Kontrollthese zur Eliminierung des Sprachproblems) lautet:
KTS = "DA bedeutet soviel wie ja".
Fragt man nach KTS, so lautet die (richtige) Antwort in Göttersprache stets DA.
Für Kontrollthesen gilt: ist die KT falsch, dann muss die Antwort auf jede andere Frage gegenteilig gedeutet werden als bei wahrer KT. Ist zum Beispiel KTW falsch, dann heißt das: man befragt gerade den Lügengott. Egal nach welcher zu überprüfenden These (ÜT) man ihn fragt - ein "ja" von ihm entspricht einem "nein" von W. Eine Möglichkeit, das zu kompensieren, ist – anstatt die Antwort umzuinterpretieren – einfach ÜT umzudrehen, wenn und nur wenn die Kontrollthese falsch ist . Genau das leistet die NXOR - Verknüpfung:
| KT     | ÜT     | ÜT NXOR KT |
| FALSCH | WAHR   | FALSCH     |
| FALSCH | FALSCH | WAHR       |
| WAHR   | WAHR   | WAHR       |
| WAHR   | FALSCH | FALSCH     |

Zusammenfassend:
1. ÜT NXOR KTW beseitigt die Ungewissheit der Wahrheit (=ob der befragte Gott die Wahrheit sagt) für beliebige ÜT. Darauf hielt Boolos' zweites Hilfsrätsel.
2. ÜT2 NXOR KTS beseitigt die Ungewissheit der Sprache (= ob DA soviel wie JA bedeutet) für beliebige ÜT2. Darauf hielt Boolos' drittes Hilfsrätsel.

Diese Verknüpfungen lassen sich nunmehr kombinieren:
Sei ÜT2 = (ÜT NXOR KTW). Man setzt es in die Aussage Nr. 2 ein und erhält:
(ÜT NXOR KTW) NXOR KTS.
Da für NXOR das Kommutativgesetz gilt, kann man die Klammern weglassen. Ergebnis: jede beliebige These ÜT wird eindeutig überprüfbar, wenn man sie in die Form
ÜT NXOR KTW NXOR KTS
an die Götter W oder L richtet!

### Erläuterung der ersten Frage
Die Frage wird an A gerichtet, um einen Gott G ≠ Z zu finden. Logisch ist sie identisch mit Roberts' erster Frage, auf die hier für ihren Zweck und ihre Interpretation verwiesen wird.
Boolos' überprüft mit dieser Frage, genau wie Roberts, die in der Herleitung erläuterte These:
ÜT = "B ist der Gott des Zufalls".
Seine Frage ist die Ausformulierung von
KTS NXOR ÜT NXOR KTW?
Identisch damit ist die Umstellung:
ÜT NXOR (KTW NXOR KTS)?
In dieser Darstellungsform zeigt sich "Boolos' Trick" zur Umgehung der Probleme von Wahrheit und Lüge sowie der unbekannten Göttersprache: die eigentlich zu überprüfende  These ÜT wird mit Korrekturthesen verknüpft, bzw. (gleichwertig) mit einer Korrekturthese KT, die ihrerseits aus zwei einzelnen Korrekturthesen KTW und KTS entsteht  (KT = KTW NXOR KTS).
Das dies auch wirklich funktioniert, zeigt die folgende Tabelle. Für die drei Wahrheitswerte („Thesen“) gibt es acht mögliche Kombinationen, entsprechend acht Tabellenzeilen. Die ersten drei Spalten zeigen diese Kombinationen (unter der Voraussetzung, dass A nicht der Zufallsgott ist):
| ÜT: B = Z? | KTS: DA=ja? | KTW: A = W? |   | KT: KT1 NXOR KT2 | ÜT NXOR KT |   | A meint (deutsch) | A sagt |
| WAHR       | WAHR        | WAHR        |   | WAHR             | WAHR       |   | Ja                | DA     |
| WAHR       | WAHR        | FALSCH      |   | FALSCH           | FALSCH     |   | Ja                | DA     |
| WAHR       | FALSCH      | WAHR        |   | FALSCH           | FALSCH     |   | Nein              | DA     |
| WAHR       | FALSCH      | FALSCH      | > | WAHR             | WAHR       | > | Nein              | DA     |
| FALSCH     | WAHR        | WAHR        |   | WAHR             | FALSCH     |   | Ja                | BAL    |
| FALSCH     | WAHR        | FALSCH      |   | FALSCH           | WAHR       |   | Ja                | BAL    |
| FALSCH     | FALSCH      | WAHR        |   | FALSCH           | WAHR       |   | Nein              | BAL    |
| FALSCH     | FALSCH      | FALSCH      |   | WAHR             | FALSCH     |   | Nein              | BAL    |

Die fünfte Spalte zeigt die „wahre“ Antwort. Die vorletzte zeigt (A ≠ Z vorausgesetzt), was A daraus macht, ob er die Wahrheit also wiedergibt oder (abhängig von Spalte 1) in ihr Gegenteil verkehrt. Wie er das dann ausdrückt (abhängig von der dritten Spalte), zeigt die letzte Spalte. Das angestrebte und erreichte Ziel ist der Gleichlauf dieser letzten Spalte mit der ersten: Antwort DA bedeutet, genau wie oben bei Roberts’ erster Frage, dass TT bestätigt ist (hier also, dass B = Z).
Boolos' erste Frage ist logisch identisch mit Roberts' erster Frage.

### Erläuterung der zweiten Frage
Boolos schlägt dafür vor (gerichtet an G, um zu bestimmen, ob G = W oder G = L):
„Heißt DA soviel wie ‚ja‘, wenn und nur wenn Rom in Italien liegt?“
Unklar ist, warum Boolos die hier nicht direkt die Kontrollfrage KTS stellt:
„Heißt DA so viel wie ‚ja‘?“
Auf beide Fragen antwortet W in jedem Fall mit DA, egal was DA wirklich bedeutet. L antwortet entsprechend mit BAL – genau wie bei Roberts’ zweiter Frage.

### Erläuterung der dritten Frage
„Heißt DA so viel wie ‚ja‘ genau dann, wenn A der Gott des Zufalls ist?“
(gerichtet an G, um zu bestimmen, ob A = Z oder A ≠ Z)
Formalisiert:
(DA = JA) NXOR (A = Z)? bzw. (A = Z) NXOR KTS.
Die Antwort DA steht beim Wahrheitsgott (G = W) für A = Z, und beim Lügengott (G = L) für A ≠ Z, genau wie bei Roberts’ dritter Frage.

## Lösungsansätze mit nur zwei Fragen
Der Text enthält Unklarheiten, von denen man auf den ersten Blick annehmen könnte, dass sie Mehrdeutigkeit bewirken. Tatsächlich gilt das aber nur für eine von ihnen. Für die andere gibt hingegen nur eine einzige konsistente Interpretationsmöglichkeit – diese vereinfacht die Lösung in drei Fragen und ermöglicht Lösungen mit nur zwei Fragen.
Die durchaus ungewöhnlichen Formulierungen im Rätseltext lassen den Verdacht zu, das diese Option möglicherweise bewusst eingebaut wurde:
- durch Boolos? Dafür könnte sprechen, dass sich der Boolos früher intensiv mit der Erweiterung von Gödels Beweisbarkeitslogik, d. h. mit paradox-selbstreferenziellen Aussagen, beschäftigt hatte. Dagegen spricht, dass Boolos keinen Hinweis auf eine mögliche Lösung mit nur zwei Fragen hinterlassen hat.
- durch Smullyan? Dass Boolos mehrere Hinweise für nötig hielt, um u. a. (vermeintliche) Klarheit über die andere Unklarheit zu schaffen, legt nahe, dass er den Wortlaut von Smullyan übernommen hat. Smullyan seinerseits hat nicht nur ebenfalls über Gödels Sätze geforscht, sondern in seine Rätsel auch immer wieder Paradoxa aufgenommen.

Streng genommen enthält der Text weitere Unklarheiten, z. B. ob die Götter mitunter für JA und NEIN Synonyme benutzen (wie etwa „Gewiss doch“ oder „keineswegs“) und ob sie überhaupt die Identitäten ihrer Götter-Kollegen kennen. Ohne die passenden Annahmen wäre die Aufgabe allerdings unlösbar, was der Aufgabenstellung widerspricht – diese beinhaltet also eine ungeschriebene Lösbarkeitsvoraussetzung. Daher ist auch insoweit nur eine einzige vernünftige Interpretation möglich.

### Unentscheidbare Fragen
Die Rätselbeschreibung lässt offen, was bei Fragen geschieht, auf die keine sichere Ja/Nein-Antwort möglich ist (im Folgenden „unentscheidbare Fragen“ genannt). Dabei wurden zwei Kategorien unentscheidbarer Fragen diskutiert, nämlich kontrafaktische Fragen an den Zufallsgott und paradox-selbstreflexive Fragen.
Der Rätseltext erlaubt den eindeutigen Schluss, dass auf unentscheidbare Fragen – jedenfalls von den Göttern der Lüge und der Wahrheit – eine Antwort im engeren Sinne verweigert wird. Somit gibt es neben DA/BAL eine dritte mögliche Reaktion. Wenn auch nur eine Frage dies ausnutzt, lassen sich mit zwei Fragen bereits bis zu sechs (3x2) mögliche Reaktionskombinationen erzeugen – was zur Aufklärung ausreichen kann, weil es insgesamt nur sechs mögliche Permutationen der Götter gibt (also sechs Verteilungen der Eigenschaften W,L,Z auf die Personen A,B,C). Sind hingegen nur die Reaktionen DA/BAL möglich, dann ergeben sich aus zwei Fragen lediglich vier (2x2) Antwortkombinationen, und eine Lösung in zwei Fragen kann nicht existieren.
Möchte man Lösungen ausschließen, die sich die „dritte Reaktion“ auf unentscheidbare Fragen zunutze machen, so müsste man das Rätsel um die Zusatzannahme erweitern, dass unentscheidbare Fragen nicht verlässlich zur Aufklärung eingesetzt werden können. Der Rätseltext ist aber ohne eine solche Zusatzannahme eindeutig interpretierbar, enthält keinen Hinweis auf sie, und auch die Aufgabenstellung verbietet es nicht, unentscheidbare Fragen zur Lösung einzusetzen.

#### Rätseltext ist eindeutig
Aus sich heraus ist der Rätseltext vernünftigerweise nur dahingehend interpretierbar, dass die Götter auf unentscheidbare Fragen eine Antwort im engeren Sinne verweigern – weil jede andere Möglichkeit ausscheidet. Das bedeutet nicht zwangsläufig, dass die Götter schweigen – sie könnten auch so etwas erwidern wie „darauf kann ich dir keine Antwort geben“.
Beweis:
(a) Eine DA/BAL – Antwort auf unentscheidbare Ja/Nein-Fragen kollidiert mit der Vorgabe, dass ausschließlich wahr oder falsch geantwortet wird. Also können die Götter der Wahrheit und der Lüge mit keinem diese Worte antworten.
(b) Das müssen sie aber auch nicht tun. Der Text sagt nämlich nur, dass die Götter stets wahr oder falsch sprechen. Damit ist erstens nicht gesagt, ob sie überhaupt sprechen; zweitens ist nicht jede Rede ist eine Antwort; und drittens ist beileibe nicht jede Antwort auch eine inhaltliche, wie folgender Dialog verdeutlicht:
- Old Shatterhand: „Nathan beantwortet jede Frage mit einer Gegenfrage.“
- Winnetou: „Das ist doch keine Antwort!“
- Old Shatterhand: „Besser als Billy the Kid. Der antwortet mit der Kugel.“

Der Begriff „antworten“ hat also (wie auch das englische „answer“) mehrere mögliche Bedeutungen. Ob eine Antwort im weiteren Sinne (=im Sinne einer Erwiderung) auch eine Antwort im engeren Sinne darstellt, ergibt sich erst aus ihrem Inhalt. Bei einem simplen JA oder NEIN auf eine Entscheidungsfrage ist dieser Inhalt allerdings eindeutig – das sind Antworten im engeren Sinne.
Der Punkt ist, dass eine Antwort im weiteren Sinne ohne weiteres wahr sein kann (z. B. W auf eine unentscheidbare Frage: „Ich kann dieses Frage nicht beantworten“) – oder auch gelogen (z. B. L: „komm morgen wieder, dann beantworte ich die Frage"). Am Ende gibt daher keinen Grund, warum z. B. ein Gott der Wahrheit ein unwahres DA oder BAL von sich geben sollte.
Beim Gott des Zufalls ist zwar nicht aufklärbar, wie er auf unentscheidbare Fragen reagieren wird. Die Frage kann aber offenbleiben, weil die Lösungen solche Fragen an den Zufallsgott nicht erfordern (auch nicht in kontrafaktischer Weise).
(c) Auch die Formulierung, dass (zum Beispiel) der Gott der Wahrheit „immer wahr spricht“, ändert nichts. Rein vom Wortlaut her könnte sie bedeuten, dass der Gott
1. immer spricht, also nie schweigt
2. immer etwas Wahres erwidert (also im weiteren Sinne wahr antwortet)
3. immer eine inhaltliche Antwort (d. h. eine Antwort im engeren Sinne) gibt, die wahr ist
4. immer, wenn er spricht, die Wahrheit sagt (gleichbedeutend mit: seine Reden sind immer wahr; etwas abgeschwächt mit: er sagt nie die Unwahrheit). Das entspricht auch normalem Sprachgebrauch: der Äußerung  „Marie spricht immer die Wahrheit“ wird man z. B. kaum die Behauptung entnehmen, dass Marie allwissend wäre oder gar die Grenzen der Logik zu überwinden vermag.

Nr. 1 ergibt im Kontext keinen Sinn, und Nr. 3 ist offensichtlich unmöglich, weil es auf unentscheidbare Fragen nun einmal im engeren Sinne keine wahren oder falschen Antworten gibt. Es verbleiben nur Nr. 2 und Nr. 4, die beide das Verweigern von Antworten im engeren Sinn erlauben – wobei Nr. 4 zugleich die Möglichkeit eröffnet, dass der Gott einfach schweigt.
Zusammengefasst: Da der Rätseltext zulässt, dass ein Gott die (inhaltliche) Antwort verweigert, wird ein Gott, der nur lügen oder nur die Wahrheit sagen kann, zwangsläufig genau dies tun, wenn ihm eine unentscheidbare Frage gestellt wird.
Wenn Rabern/Rabern schreiben, bei bestimmten Fragen müsse dem Gott statt dessen der „Kopf explodieren“, dann machen sie demgegenüber bereits eine Zusatzannahme: dass nämlich etwas den Gott zu der Unmöglichkeit zwingt, in jedem Fall im engeren Sinne zu antworten. In der Juristerei, die sich von allen Wissenschaften am intensivsten mit Fragen der Textinterpretation beschäftigt, würde man für von ergänzender Textauslegung sprechen. Eine solche müsste sich aber aus dem Gesamtzusammenhang, insbes. aus dem erkennbaren Zweck des Textes, mehr oder minder zwingend ergeben. Das ist, wie unten gezeigt werden wird, jedenfalls hier nicht der Fall.

#### Aufgabenstellung erlaubt die „Nutzung“
Lässt sich ein Verbot, das Rätsel mit Hilfe unentscheidbarer Fragen zu lösen, aber möglicherweise aus der Aufgabenstellung schlussfolgern? Für die Beurteilung, ob eine Lösung im Sinne einer Aufgabenstellung „richtig“ ist, gibt es ausschließlich im Prüfungsrecht (rechts)-wissenschaftlich anerkannte Maßstäbe, die wiederum die juristischen Regelungen zur Auslegung/Interpretation von Normen und Texten integrieren. Dürfte also ein Prüfer, z. B. im Fach Philosophie, bei der vorliegenden Aufgabe eine Lösung abwerten, welche sich unentscheidbare Fragen zunutze macht?
Dem Aufgabenersteller steht es unbestritten frei, bestimmte Lösungswege auszuschließen. Das muss allerdings für den „Prüfling“ klar erkennbar sein. Vorliegend ist das nicht der Fall – es wäre im Gegenteil für den Prüfling durchaus vorstellbar, dass die einzige Lösung gerade darin besteht, unentscheidbare Fragen zu verwenden (in der erschwerten Rätselfassung ist das auch wirklich der Fall).
Im Übrigen ist im Prüfungsrecht anerkannt, dass immer dann, wenn es keinen objektiv eindeutigen Maßstab für die „Richtigkeit“ einer Lösung gibt, eine vertretbare Lösung nicht abgewertet werden darf, auch wenn sie anders aussieht als die des Prüfers oder der herrschenden Meinung. Das gilt auch für eine vertretbare Interpretation des Aufgabentextes, die jedenfalls vorliegt, wenn sich diese – wie hier – als einzige mit dem Wortlaut des Aufgabentextes vereinbaren lässt.

#### Mögliche Zusatzannahmen
Halbwegs zum Kontext passend könnte die Zusatzannahmen, die das „Ausnutzen“ unentscheidbarer Fragen ausschließt, z. B. so gekleidet werden:
- Ein Gott, dem eine unentscheidbare Frage gestellt wird, verwandelt sich – da ihn die Frage in den logischen Wahnsinn treibt – auf der Stelle und unwiderruflich in eine Kopie des Zufallsgottes (Legenden zufolge ist der Zufallsgott genau auf diese Weise entstanden.)
- Ein Gott, dem eine Frage gestellt wird, die nicht mit Ja oder nein beantwortet werden kann, wird den Fragesteller auf der Stelle töten.

Statt einer Zusatzannahme kann man das Rätsel auch verändern, wie es z. B. Wheeler vorgeschlagen hat :
- Hin und wieder wird der Gott des Zufalls zufällig gar keine Antwort geben, also schweigen. Die beiden anderen Götter schweigen genau dann, wenn ihnen eine Frage gestellt wird, die sie nicht eindeutig wahr oder falsch mit DA/BAL beantworten können.

Wheeler zufolge verhindert auch dies eine Lösung mit nur zwei Fragen.

#### Kontrafaktische Fragen an den Zufallsgott
Fragt man indirekt und "kontrafaktisch" nach Antworten des Zufallsgottes, so ist eine Antwort, die sicher falsch oder sicher wahr ist, ohne Zusatzannahmen unmöglich. Es hilft dabei auch nicht weiter, anzunehmen, dass der eigentlich befragte Gott in die Zukunft sehen kann. Denn es wird ja nicht gefragt, was der Zufallsgott antworten wird, sondern was er antworten würde. Wäre das vorhersehbar, so wären seine Reaktion eben gerade nicht zufällig, sondern nach irgendeinem Muster determiniert.
Mit kontrafaktischen Fragen an den Zufallsgott lässt sich das Rätsel ohne Selbstreferenzen und dennoch intuitiv verständlich in drei Fragen lösen. Mit Hilfe logischer Verknüpfungen kann man außerdem die ersten beiden Fragen so erweitern, dass eine dritte Frage überflüssig wird.

##### Selbstreferenzen nur eingeschränkt nutzbar
Zu beachten ist, dass selbstreferenzielle Fragestellungen bei kontrafaktischen Fragen an den Zufallsgott unter Umständen das Reaktionsspektrum verändern:
- Roberts erweiterter Trick bewirkt, dass die dritte Reaktionsmöglichkeit ausgeschlossen wird. Denn gefragt, ob er mit einem bestimmten Wort (z. B. mit BAL) antworten würde, kann der betreffende Gott die richtige Antwort NEIN geben (denn wahr ist, dass er die Antwort verweigern würde).

- bei selbstreferenziellen Fragen an den Zufallsgott (Was würdest Du sagen, wenn...?) muss man damit rechnen, dass dieser auch schweigen könnte – siehe dazu unten.

##### Lösungsweg mit drei Fragen
Frage 1 sucht wieder einen Gott G ≠ Z. Eine der zwei ersten Fragen liefert außerdem die (valide) Aussage eines Nicht-Zufallsgottes über den anderen. Frage 3 klärt, was diese Aussage bedeutet. Die Fragen lauten:

Frage 1, gerichtet an A:
„Würde B auf Nachfrage bestätigen, dass er der Gott der Wahrheit ist?“
- Wenn A daraufhin die Antwort verweigert, dann ist B = Z (weil A – nur – in diesem Fall die Antwort von B nicht voraussagen kann), und man setzt G = A

- Wenn A hingegen mit BAL/DA antwortet, dann ist in jedem Fall B ≠ Z, und man setzt G = B. Entweder ist dann A = Z und seine Aussage unbrauchbar; oder aber über seine Aussage lässt sich seine Identität bestimmen (da B immer behaupten würde, der Gott der Wahrheit zu sein, erkennt man die Identität von A daran, ob er ihm dies in den Mund legt).

Frage 2, gerichtet an G:
Würde C auf Nachfrage bestätigen, dass er der Gott der Wahrheit ist?
- Dass G die Antwort verweigert, ist nur im Falle G = B möglich (denn G=A tritt nur ein, wenn B und also nicht C Gott des Zufalls ist). Dann ist C = Z, und aus Frage 1 lässt sich außerdem die Identität von A schlussfolgern. Andernfalls, also falls G antwortet, lässt sich aus der Antwort auf seine Identität schließen, und zugleich ist C ≠ Z identifiziert, d. h. es bleibt nur A = Z übrig.

Frage 3, gerichtet an den dritten Gott GY (mit GY ≠ Z und GY ≠ GX):
„Würde GX sagen, dass Rom in Italien liegt“?
Damit erhält man das Götterwort für NEIN. Denn jede Aussage, die GY über GX macht, ist unwahr (weil entweder GY = W die Lüge von GX = L getreulich wiederholt, oder GY = L die Wahrheit von GX = W umlügt).

##### Lösungsweg mit zwei Fragen
Die Fragen sind dieselben wie die ersten beiden beim Lösungsweg mit drei Fragen, nur kommt zur Überwindung der Sprachbarriere eine zusätzliche XOR-Verknüpfung zum Einsatz (nachdem Roberts’ erweiterter Trick hier nicht funktioniert).
Am Beispiel von Frage 1:
Trifft genau eine der folgenden beiden Thesen zu?
- T1: B würde auf die Nachfrage bestätigen, dass er der Gott der Wahrheit ist
- T2: DA bedeutet NEIN.

Schweigen bedeutet B = Z. DA bedeutet, B = W oder A = Z. BAL bedeutet, B = L oder A = Z.

#### Paradox-selbstreflexive Fragen
Während bei kontrafaktischen Fragen an den Zufallsgott die betroffenen Götter, indem sie einfach raten, zumindest potenziell-wahre bzw. potenziell-falsche Aussagen machen könnten (es ist ja möglich, dass der fiktive Münzwurf entsprechend ausgehen würde), ist dies ausgeschlossen bei paradox-selbstreflexiven Fragen der Art „Stimmt es, dass dieser Satz falsch ist“? (Das Wort „selbstreflexiv“ wird hier im Sinne von „auf die gestellte Frage bezogen“ verwendet, im Unterschied zu oben „selbstreferenziell“ für „auf den Adressaten der Frage bezogen“). Paradoxe Selbstreflexionen liegen z. B. dem Lügner-Paradox oder auch Gödels Unvollständigkeitssätzen zugrunde.

##### Mögliche Reaktionen der Götter
Die Ansicht von Rabern/Rabern, dass die Götter (mindestens der Wahrheit und der Lüge) bei so einer Fragestellung zwangsläufig einen Kollaps („head explode“) erleiden müssen, beruht auf folgender Überlegung: jede Ausweichreaktion (z. B.: Schweigen, bedauernd die Antwort verweigern) würde bedeuten, dass der Gott eben nicht mit „ja“ antworten wird – die Antwort auf die Frage danach, ob er es täte, also „nein“ lauten müsse. Damit bliebe er im Paradoxon gefangen.
- Wie oben dargestellt setzen solche Schlussfolgerungen allerdings eine ergänzende Auslegung des Rätseltextes voraus (dahingehend, dass die Götter einem Zwang unterliegen, auch auf unentscheidbare Fragen eine Antwort im engeren Sinne zu geben). Auch im Kontext erscheint diese Interpretation zumindest nicht zwingend. Im Sprachgebrauch ist ein „Gott“ ein dem Menschen überlegenes Wesen. Da kein geistig gesunder Mensch mit so einer Frage zum Kollabieren gezwungen werden könnte, wird man dies erst recht nicht bei einem Gott erwarten. Es gibt außerdem keinen Grund, z. B. einem „Gott der Wahrheit“ einen zwanghaften Perfektionsdrang zu unterstellen, jede Frage zu beantworten, erst recht im engeren Sinn. Im Englischen (Originalsprache des Rätseltextes) denkt man, wenn von mehreren Göttern die Rede ist, im Zweifel an die Götter polytheistischer Religionen der Antike, die auch in ihren „Zuständigkeitsbereichen“ von Perfektion weit entfernt sind (Apollon etwa gibt keineswegs nur Weisheiten von sich). Außerdem würde ein zwanghafter Perfektionsdrang bei unentscheidbaren Fragen die Perfektion konterkarieren (vgl. die uralte Diskussion über das Allmachtsparadoxon). Z. B. bei einem Roboter wäre die Interpretation, dass er auf logische Paradoxa hin kollabiert, plausibler, zumal sie popkulturell verankert ist (zu finden z. B. in Asimovs Kurzgeschichte „Liar!“ aus dem Jahr 1941 oder in der Raumschiff-Enterprise-Folge „I, Mudd“).

Die Frage kann letztlich offenbleiben:
- Erstens bedeutet auch „Kopfexplosion“, dass eine Antwort im engeren Sinn ausbleibt – genau wie jede andere Reaktion außer DA/BAL (im Szenario von Rabern/Rabern wäre Schweigen eine erheblich naheliegendere Folge eines Kollaps – in der Annahme, dass der Gott mit seinen Überlegungen, ähnlich manchen Computerprogrammen, in eine „Endlosschleife“ gerät und in ewiges Nachdenken versinkt).

- Zweitens ermöglichen auch die allermeisten anderen (von DA/BAL) abweichenden Reaktionen – von Schulterzucken bis Selbstmord – den von Raber/Rabern vorgeschlagenen Lösungsweg mittels nur zwei Fragen. Sie alle werden im Folgenden mit „Antwort verweigern“ zusammengefasst. Etwas anderes gilt nur für Reaktionen, welche die Metaebene betreffen (wenn z. B. der Gott von der Rätselvorgabe abweicht oder weitere Fragen an die Götter erst möglich sind, wenn die erste Frage beantwortet worden ist, oder der explodierende Kopf des Gottes den Fragesteller gleich einer Handgranate ins Jenseits befördert). Aber es gibt keinen Grund zu der Annahme, dass die Götter solche Reaktionen zeigen werden.

##### Lösung in zwei Fragen
Die folgende Fragetechnik erlaubt es, mit nur einer Frage einen beliebigen Gott zu identifizieren (=zu schlussfolgern, welche der drei Rollen er innehat). Die Identifikation als Zufallsgott ist dabei verlässlich (bei anderer Identifikation könnte man alternativ die Frage dem Zufallsgott gestellt haben). Damit wird eine Lösung in zwei Fragen möglich. Die eigentliche Frage, welche drei Thesen logisch verknüpft, wird mit Roberts’ erweitertem Trick verbunden und dadurch sowohl verständlich formulierbar als auch nachvollziehbar.

Frage 1:
Man befragt A über B. Auch hier wird, je nach Antwort, ein Gott G ≠ Z bestimmt, an den man anschließend Frage 2 richtet. Frage 1 lautet:
„Würdest du mit DA antworten, wenn ich dich frage, ob mindestens eine der folgenden Thesen zutrifft?
- T1: B ist Gott der Wahrheit
- T2: B ist Gott des Zufalls und deine Antwort auf diese Frage wird BAL sein.“

Aus der Antwort lässt sich ableiten:
- Antwort DA: B ist Gott der Wahrheit oder A ist Gott des Zufalls. Man setzt G = B.
- Antwort BAL: B ist Gott der Lüge oder A ist Gott des Zufalls. Man setzt G = B.
- verweigerte Antwort: B ist Gott des Zufalls. Man setzt G = C.

Anders als bei kontrafaktischen Fragen an den Zufallsgott ist es hier unschädlich, den Wortlaut der Götterausdrücke in die Frage einzubeziehen – auch Roberts' erweiterter Trick funktioniert. Denn sobald der Gott irgendeine Antwort gibt, müsste er nach T2b deren Gegenteil geben. Kommt er zu dem Schluss, dass er schweigen würde, so führt dies zu einer Antwort, die gerade nicht in Schweigen besteht.
Zur besseren Nachvollziehbarkeit kann man Roberts’ Fragetechnik weglassen (die ja nur dazu dient, auch den Lügner "zur Wahrheit zu zwingen" und die Unkenntnis der Göttersprache zu kompensieren). Man landet dann bei Frage 1a, die quasi unterstellt, dass auch der Lügengott die Wahrheit sagt und alle Götter auf Deutsch antworten.
Frage 1a an A:
„Trifft mindestens eine der folgenden Thesen zu?
T1: B ist Gott der Wahrheit
T2: B ist (T2a) Gott des Zufalls und (T2b) die richtige Antwort auf diese Frage ist nein.“
- B = W <-> Antwort lautet JA (T1 erfüllt, damit T2 irrelevant).
- B = L <-> Antwort lautet NEIN (T1 ist falsch, und weil T2a falsch ist, ist auch T2 immer falsch, ohne dass es auf T2b ankäme).
- B = Z: Antwort wird verweigert, da der befragte A im Paradox landet. Da nämlich T2a wahr ist, wird T2 und damit die ganze Aussage in dem Augenblick wahr, wo auch T2b wahr ist. Unterstellt man ja als richtige Antwort, so ist T2b aber falsch, und die richtige Antwort wäre nein. Dann aber wäre T2b richtig, und die richtige Antwort wäre ja.

Erwähnenswert ist: trotz der Unklarheiten über dass Verhalten des Zufallsgottes kann eine verweigerte Antwort auf Frage 1 dem Rätseltext zufolge nicht vom Zufallsgott stammen. Ein Schweigen des Zufallsgottes ist zwar nicht auszuschließen, aber nur denkbar, wenn die gestellte Frage für ihn unentscheidbar ist. Frage 1 ist aber nur unentscheidbar, wenn B (also gerade nicht A) Gott des Zufall ist.

Formal kann Frage 1, wenn man Roberts' Tricks durch Boolos' Tricks ersetzt, so formuliert werden (Antwort steht für "richtige Antwort auf diese Frage"):
( (B = W) OR ( B = Z AND Antwort = BAL) ) NXOR (DA = Ja) NXOR (A = W)?

Frage 2 an G:
Wie Frage 1, nur wird sie an G gerichtet und bezieht sich auf C statt auf B (C ersetzt also B aus der ersten Frage). Es kann dabei passieren, dass G und C identisch sind, man also C über sich selbst befragt.
- G = B: bei verweigerter Antwort ist C = Z, und man identifiziert außerdem B aus Antwort 1. Wenn G antwortet, bleibt nur A = Z, und man identifiziert außerdem C aus Antwort 2.
- G = C: bei verweigerter Antwort ist  B = Z, und man identifiziert außerdem C aus Antwort 2.

### Verhalten des Zufallsgottes
Hierbei geht es um die Frage, ob der Zufallsgott seine Antworten wirklich vollkommen zufällig wählt. Wenn nicht, könnte man ihm mit geeigneter Fragestellung je nach Lesart "wahre" Aussagen oder zumindest eine aussagekräftige Reaktion abnötigen, und das Rätsel wäre in drei oder sogar zwei Fragen einfacher zu lösen.
Rätseltext und Hinweise erlauben aber keine eindeutige Interpretation - nach dem Rätseltext sind alle denkbaren Lesarten möglich, nach den Hinweisen keine von ihnen. Mangels klarer Auslegbarkeit muss der Rätselnde bei seinen Fragen daher jeweils vom „worst case“ ausgehen: d. h. dass eine DA/BAL-Antwort des Zufallsgottes willkürlich ist, und dass seine Antworten auf unentscheidbare Fragen nicht verwertbar sind (weil niemand weiß, ob er auf sie schweigen oder willkürlich DA/BAL antworten wird).

#### Denkbare Lesarten
Im Einzelnen sind folgende Lesarten denkbar:
- Lesart 1: Der Gott wirft zuerst seine fiktive Münze. Anschließend beantwortet er die Frage so, als wäre er der Gott der Lüge bzw. der Wahrheit. Dabei gibt es zwei Unter-Lesarten: der fiktive Münzwurf gilt für die gesamte Frage (Lesart 1a), oder vor jeder logisch hineinverknüpften Teilfrage wird die Münze erneut geworfen (Lesart 1b).
- Lesart 2: der Gott ermittelt zunächst die (wahre) Antwort auf die Frage. Anschließend entscheidet der fiktive Münzwurf, ob er diese bestätigt oder leugnet.
- Lesart 3: Der Gott beschäftigt sich überhaupt nicht mit dem Inhalt der Frage. Er prüft höchstens, ob es eine Entscheidungsfrage ist. Im Übrigen „wirft er seine Münze“ und plappert je nach Ausgang ein DA oder ein BAL.

#### Vereinbarkeit mit dem Rätseltext
Rabern/Rabern setzen ohne weitere Begründung Lesart 1 voraus. Zwar betonen sie selbst, dass der Zufallsgott dabei auf bestimmte Fragen - insb. bei Anwendung von Roberts' Grundtrick - stets die gleiche Antwort formulieren müsste, und fragen rhetorisch, was daran noch Zufall sei. Dieser Gedanke spricht aber nicht zwingend gegen die Lesart - genauso könnte man fragen, was an den Antworten des Gottes der Lüge auf Fragen mit Roberts’ erweitertem Trick noch gelogen wäre, wenn sie doch am Ende wahr sind. Genau das sind sie eben nicht (er lügt tatsächlich darüber, was er sagen würde), auch wenn sich die Wahrheit aus ihnen ableiten lässt.
Auch die Lesarten 2 und 3 sind aber mit dem Rätseltext vereinbar, weil diesem Text zufolge (nur) zufällig ist, „ob der Zufallsgott wahr oder falsch antwortet“. Zum einen könnte es sich auch insoweit um eine Antwort im erweiterten Sinne handeln. Zum anderen verbietet der Wortlaut dem Zufallsgott (anders als den beiden anderen Göttern) keineswegs eine Antwort, die weder wahr noch falsch ist. Vergleichbar wäre der Satz: „Es ist zufällig, ob der Papst morgens mit dem linken oder rechten Bein aufsteht“. Dieser Satz macht weder eine Aussage, dass der Papst jeden Morgen aufsteht (etwa wenn er im Krankenbett liegt), noch schließt es aus, dass er auch einmal mit beiden Beinen gleichzeitig aufsteht. Ausgesagt wird nur: wenn der Papst mit einem Bein zuerst aufsteht, dann ist es Zufall, mit welchem. Analog dazu im Rätsel: WENN der Zufallsgott eine Antwort gibt, die wahr oder falsch ist, dann ist es Zufall, welches von beiden.

#### Auswirkungen der Lesarten
Für Lesart 1 erläutern Rabern/Rabern, dass man mit Fragen, bei denen Wahrheit und Lüge sich gegenseitig aufheben (wie etwa Roberts’ Grundtrick), auch vom Zufallsgott eine eindeutige und reproduzierbare Aussage "erzwingen" und daraus die Wahrheit ableiten könnte. Ihnen zufolge funktioniert das auch bei Lesart 1b, wenn man den Gott fragt, wie er „in seinem derzeitigen mentalen Zustand“ antworten würde. In der Folge wäre die Lösung mittels drei Fragen trivial (zwei Fragen klären die Identität des ersten Gottes, die dritte die eines zweiten Gottes), und eine zwei-Fragen-Lösung wäre vereinfacht.
Lesart 1b eröffnet eine weitere Möglichkeit, mit nur zwei Fragen ans Ziel zukommen, ebenso wie Lesart 2. Denn hier kann man mit einer einzigen Frage sogar jeden Gott unzweifelhaft identifizieren: „Was würdest du antworten, wenn ich dich fragen würde, ob du der Gott der Wahrheit bist?“ Als einziger der drei Götter könnte Z diese Frage nicht beantworten, weil er die Wahrheit vor seinem „Münzwurf“ nicht zu klären vermag. Eine verweigerte Antwort identifiziert den Befragten daher als Zufallsgott, DA/BAL klärt die beiden anderen möglichen Identitäten. Um die Antwort auch zu verstehen, stellt man entweder eine dritte Frage (klärt also die Bedeutung von DA/BAL), oder verwendet eine XOR-Verknüpfung (Roberts erweiterter Trick funktioniert hier ebenso wenig wie bei kontrafaktischen Fragen an den Zufallsgott).
Einzig Lesart 3 eröffnet keine neuen Möglichkeiten.
Keine der Lesarten führt dazu, dass der Zufallsgott auch auf entscheidbare Fragen potenziell die Antwort verweigern würde.

#### Unvereinbarkeit mit den Hinweisen
Mit Boolos' Hinweisen sind alle drei Lesarten unvereinbar, weil sie auf unentscheidbare Fragen an den Zufallsgott eine Antwort im engeren Sinne verlangen.
Lesart 3 scheitert daran, dass Boolos’ dritter Hinweis nicht wörtlich auslegbar ist, also nicht im Sinne von „der Gott antwortet je nach Münzwurf einfach (mit dem Wort für) JA oder NEIN. Es heißt dort vielmehr, er antworte „wahr“ oder „falsch“, und beide Begriffe haben eine von JA / NEIN etwas abweichende Bedeutung („wahr“ ist z. B. nicht dasselbe wie „ja“). Zudem steht im ersten Satz ausdrücklich, dass der Zufallsgott „die Wahrheit sagt oder lügt“. Somit kann der Hinweis nur inhaltlich interpretiert werden.
Die Lesarten 1 und 2 scheitern, weil nach dem 4. Hinweis der Zufallsgott auf jede Ja-Nein-Frage eine Antwort geben wird, die ausschließlich DA oder BAL lautet, also eine Antwort im engeren Sinne ist. Die Hinweise Nr. 3 und 4 postulieren somit zusammengenommen eine Unmöglichkeit: eine eindeutig wahre oder falsche Antwort im engeren Sinne auch auf Fragen, für die eine solche Antwort nicht existiert.
Eine bestimmte Lesart könnte vor diesem Hintergrund allenfalls angenommen (=als richtig unterstellt) werden, wenn sie sich aus dem Kontext eindeutig herauslesen ließe. Lesart 3 scheint dabei am naheliegendsten – warum sollte der Zufallsgott sich die Mühe machen, erst die Wahrheit zu ermitteln, wenn dies keinen Einfluss darauf hat, ob er sie ausspricht oder ihr Gegenteil? Aber insgesamt wird ein vorsichtiger Rätselnder keine der Lesarten ausschließen.

## Lösung der erschwerten Fassung
Die erschwerte Fassung fügt nicht nur die völlige Unkenntnis von der Göttersprache hinzu, sondern auch die Notwendigkeit, mit zwei Fragen auszukommen; sie erfordert (im Gegensatz zur Ursprungsfassung) zwingend die Anwendung paradox -selbstreflexiver Fragen, und der Rätselnde muss per Schlussfolgerung erkennen, dass die Götter (außer Z) auf solche Fragen zwangsläufig schweigen werden.

### Hintergrund der Fragestellung
Novozhilov hat unter dem Titel „The Hardest Logic Puzzle Even Tougher“ untersucht, was geschieht, wenn man die – von ihm als gekünstelt empfundene – Kenntnis der Götterworte für JA und NEIN entfernt.
Er betrachtet dabei auch zwei Varianten, die Boolos’ Version noch an anderer Stelle verändern: in seiner ersten Variante antworten die Götter auf jede unentscheidbare (= weder wahr noch falsch zu beantwortende) Frage stets mit NEIN (Novozhilov erläutert, wie das Rätsel dann mit drei Fragen lösbar ist).
- Exkurs: das ist keine rein willkürliche Annahme. Wenn man nämlich „falsch“ als „unwahr“ definiert, also als reine Negation von „wahr“, dann wäre jede Aussage falsch, die nicht sicher wahr ist.

In Novozhilovs zweiter Variante sind unentscheidbare Fragen in jedweder Form verboten, und der Zufallsgott antwortet willkürlich (Novozhilov weist nach, dass dann keine Lösung mit nur drei Fragen, geschweige denn mit zwei Fragen möglich ist).
Demgegenüber erläutert Nozohilov als Kern seiner Überlegungen eine zwei-Fragen-Lösung für den Fall, dass die Götter der Wahrheit und der Lüge auf unentscheidbare Fragen eine „Kopfexplosion“ erleiden (in Anlehnung an Rabern/Rabern). Er lässt offen, ob Boolos’ Rätseltext dies – oder eine andere Form von Kollaps – tatsächlich erzwingt. Wie oben dargelegt ist tatsächlich das Gegenteil der Fall: es liegt nahe, dass die Götter auf solche Fragen im erweiterten Sinne antworten (also erwidern, ohne die Frage im engeren Sinne zu beantworten). Beim ursprünglichen Rätsel lässt sich das ausnutzen; in der erschwerten Fassung nicht, weil sich eine Antwort im erweiterten Sinn nicht klar von einer JA-Nein-Antwort abgrenzen lässt – schließlich ist sie unverständlich.

### Formulierung und Interpretation
Deswegen musste der Rätseltext (gegenüber der Fassung von Novozhilov) so umgestaltet werden, dass die Götter keine anderen Antworten als (in ihrer Sprache) ja oder nein geben. Das nämlich ist widerspruchsfrei nur möglich, wenn sie – falls keine dieser Antworten die Bedingung erfüllt, wahr oder falsch zu sein – überhaupt keine Antwort geben. Zugleich musste der Rätseltext die Möglichkeit des Schweigens (weiterhin) offenlassen, ohne sie freilich – um den Schwierigkeitsgrad hochzuhalten – explizit anzusprechen. Indem die obenstehende Formulierung des erschwerten Rätsels nicht mehr explizit "ja/nein"-Fragen verlangt, wird die Aufmerksamkeit des Lesers erst an dieser Stelle darauf gelenkt, dass nur Entscheidungsfragen zum Ziel führen - und dadurch von der genauen Formulierung (die auch ein Schweigen zulässt) abgelenkt.
Ob ein „schweigender“ Gott außerdem einen Kollaps erleiden wird (sein Kopf explodiert, er versinkt in ewiges Nachdenken, er löst sich in eine Logikwolke auf etc.), bleibt offen. Obwohl der Rätseltext nichts davon nahelegt, wird der Rätselnde sicherheitshalber eine Reaktion dieser Art unterstellen und somit annehmen, dass man einem solchen Gott keine zweite Frage mehr stellen kann. Das ist mit der ungeschriebenen Lösbarkeitsvoraussetzung vereinbar (da, wie gleich gezeigt wird, eine Lösung möglich ist, die stets zwei unterschiedliche Götter befragt).
Nohozilov basiert seinen Lösungsvorschlag auf paradox-selbstreflexive Fragen; daher schließt die eingangs formulierte erschwerte Fassung zugleich die Nutzung kontrafaktischer Fragen an Z aus, indem sie Z in einen „Gott des Zwiespalts“ verwandelt, bei dem der Rätselnde zumindest nicht ausschließen kann, dass seine Antworten einem unbekannten Muster folgen – und damit zwar nicht für den Rätselnden, wohl aber für den Gott selbst und die anderen Götter vorhersehbar sind. Dadurch wird ausgerechnet diejenige Kategorie unentscheidbarer Fragen eliminiert, mit deren Ausnutzung sich leichter eine geeignete Fragestellung entwickeln lässt, und noch dazu diejenige, auf welche man – vor dem Hintergrund bekannter Lösungen für vergleichbare Rätsel – leichter stößt (bei denen nicht selten eine Person befragt wird, was die andere sagen würde).

### Lösung mit drei Fragen
Mit drei Fragen ist obenstehende Zwei-Fragen-Lösung des ursprünglichen Rätsels von Rabern/Rabern leicht adaptierbar: man schaltet den dort genannten Fragen einfach eine beliebige Frage vor, die sicher entscheidbar ist. Dadurch erfährt man eines der Götterworte für JA und NEIN, das man in den weiteren Fragen einsetzen kann.

### Lösung mit zwei Fragen
Die Lösung mittels nur zwei Fragen baut darauf, die beiden unbekannten Götterausdrücke für JA und NEIN unterscheidbar zu machen und auszunutzen, dass man diese zu hören bekommt. Ein Beispiel wäre: „Würdest du mit dem längeren deiner beiden Ausdrücke für JA und NEIN antworten?“ Sobald man die beiden Ausdrücke kennt, weiß man, ob mit dem längeren geantwortet wurde, und kann somit der Antwort die Wahrheit entnehmen.

#### Sortierung der Antworten
Die Schwierigkeit besteht zunächst darin, ein universell anwendbares Unterscheidungskriterium zwischen unbekannten Ausdrücken zu finden. Novozhilov schlägt die alphabetische Reihenfolge der Götterworte vor, merkt aber an, dass dies nicht zwangsläufig funktioniert - denn nicht jede Sprache lässt sich mit jedem Alphabet vollständig darstellen. Wenn eine Sprache z. B. Bedeutungsunterschiede (ähnlich dem Chinesischen) mit der Tonhöhe ausdrückt, könnte die Verschriftlichung zweier Ausdrücke nach englischem Alphabet uneindeutige Ergebnisse liefern. Zudem gibt es nonverbale Sprachen wie z. B. Gebärdensprache.
Novozhilovs Lösung: der Gott soll sich überlegen, wie der Fragesteller die beiden möglichen Antworten des Gottes beschreiben würde, und dann diese Beschreibungen alphabetisch ordnen. Das setzt freilich eine Allwissenheit der Götter voraus, die wenig plausibel erscheint. Zudem ist unwahrscheinlich, dass der Fragesteller selbst genau sagen kann, wie er die Ausdrücke der Götter beschreiben würde. Seine exakte hypothetische Ausdrucksweise wird in aller Regel unvorhersehbar sein, sogar für ihn selbst.
Als Alternative schlägt Novozhilov vor, als Teil der Frage die Ermittlung der Reihenfolge zu definieren, also dem Gott einen Algorithmus zur Sortierung der Ausdrücke für ja und nein vorzugeben. Er zieht allerdings in Zweifel, ob das immer möglich ist, vor allem, wenn die Göttersprache nonverbale Ausdrucksweisen beinhalten sollte.
Zumindest für phonetische Sprachen, deren wichtige Nuancen ein Mensch überhaupt wahrnehmen kann, ist es aber möglich, einen verlässlichen Algorithmus für die Sortierung zu definieren, nämlich unter Verwendung von IPA-Unicode-Zeichen. Aus diesem Grund wurden in den Rätseltext Hinweise integriert, dass die Götter eine phonetische Sprache verwenden (man hört sie sprechen) und Bedeutungsunterschiede weder durch Mimik (sie tragen Masken) noch durch Gesten transportieren – möglichst ohne dies direkt auszusprechen (zwecks Erhöhung der Schwierigkeit).

#### Sortierung per Vorgabe
Die „Vorgabe“ an den jeweils zu befragenden Gott könnte in Form einer Definition erfolgen:
„Sei Erstwort derjenige deiner Ausdrücke für JA und NEIN, der in alphabetisch aufsteigender Sortierung zuerst kommt. Zweitwort sei der andere dieser beiden Ausdrücke. Mit Sortierung und Alphabet ist folgendes gemeint:
- man überträgt die Ausdrücke zunächst in das Alphabet meiner Sprache (nicht übertragbare Laute werden weggelassen) und sortiert aufsteigend nach diesem Alphabet.
- führt dies zu keinem eindeutigen Ergebnis, so codiert man die beiden Ausdrücke nach dem internationalen phonetischen Alphabet (IPA). Laute, für die es kein IPA-Unicode-Zeichen gibt, lässt man weg. Die Unicode-Nummern der IPA-Zeichen dieser Codierung (beginnend mit der kleinsten) ergeben die Reihenfolge, nach der die Ausdrücke anschließend sortiert werden.“

Das dürfte für jede denkbare phonetische, d. h. von menschlichen Ohren überhaupt vernehmbare (=hörbare) Sprache eine eindeutige Sortierung erzeugen.

#### Lösungsfragen
Das grundlegende Fragemuster ist wiederum dasselbe wie oben dargestellt.
Frage 1 an A: Gesucht wird wieder ein Gott G ≠ Z (Z steht diesmal für den Gott des Zwiespalts).
Dem Gott A wird zunächst die vorstehende Definition für Erstwort/Zweitwort mitgeteilt und sodann gefragt:
„Würdest du mit dem Erstwort antworten, wenn ich dich frage, ob mindestens eine der folgenden Thesen zutrifft?
- T1: B ist Gott der Wahrheit
- T2: B ist Gott des Zufalls und Du wirst diese Frage mit dem Zweitwort beantworten.“

Es ergeben sich folgende Reaktionsmöglichkeiten:
- A schweigt: B = Z. Man setzt G = C und fährt fort mit Frage 2C.
- A antwortet: Man setzt G = B und fährt fort mit Frage 2B. Im Hinterkopf behält man, dass es jetzt drei Möglichkeiten gibt: entweder ist A = Z. Andernfalls ist, falls er mit dem (noch nicht identifizierten) Erstwort geantwortet hat, B = W, oder (falls er mit dem Zweitwort geantwortet hat) B = L.

Frage 2C, gerichtet an C, falls G = C:
„Was würdest du antworten, wenn ich dich frage, ob mindestens eine der folgenden Thesen zutrifft?
- T1: Du bist der Gott der Lüge
- T2: Du wirst auf diese Frage verneinend antworten.“

Nur der Gott der Wahrheit kann eine eindeutige Antwort ermitteln, weil es für ihn auf T2 nicht ankommt. Für den Gott der Lüge macht T2 die Frage hingegen unentscheidbar. Wenn C also schweigt, ist er der Gott der Lüge. Wenn er antwortet, ist er der Gott der Wahrheit. Da B = Z hier bereits feststeht sind damit alle drei identifiziert.
Frage 2B, gerichtet an B, falls G = B:
„Würdest du dasselbe antworten wie A auf die erste Frage, wenn ich dich frage, ob mindestens eine der folgenden Thesen zutrifft:
- T1: A ist Gott des Zufalls, und du bist Gott der Wahrheit
- T2: A ist Gott des Zufalls, du bist Gott der Lüge, und du wirst auf diese Frage anders antworten als A auf die erste Frage.“

Antwortmöglichkeiten sind:
- B antwortet dasselbe wie vorher A: T1 trifft zu, d. h. A = Z und B = W.
- B schweigt: erste Hälfte von T2 trifft zu, d. h. A = Z und B = L
- B antwortet anders: dann ist zunächst nach dem Ausschlussprinzip C = Z. Jetzt sind außerdem beide Götterworte für ja und nein bekannt. Man kann diese somit nun gem. der Vorgabe sortieren und dadurch herausfinden, ob die erste Frage mit dem Erstwort beantwortet worden war oder nicht. Damit wiederum lässt sich nunmehr, anhand der Antwort auf die erste Frage, Gott B identifizieren.